# خان الخان
خان الخان (بالفارسية: کاروانسرای خان) هو خان تاريخي يعود إلى عصر السلالة الصفوية، ويقع في مقاطعة خوي.